# Осой (Сучава)
Осой (рум. Osoi) — село у повіті Сучава в Румунії. Входить до складу комуни Вултурешть.
Село розташоване на відстані 343 км на північ від Бухареста, 21 км на південний схід від Сучави, 94 км на північний захід від Ясс.

## Населення
За даними перепису населення 2002 року у селі проживали 374 особи, усі — румуни. Усі жителі села рідною мовою назвали румунську.